# Diócesis de León (Nicaragua)
La diócesis de León o de León en Nicaragua (en latín: Dioecesis Leonensis in Nicaragua) es una circunscripción eclesiástica de la Iglesia católica en Nicaragua. Se trata de una diócesis latina, sufragánea de la arquidiócesis de Managua. Desde el 29 de junio de 2019 su obispo es René Sócrates Sándigo Jirón.

## Territorio y organización
La diócesis tiene 10 279 km² y extiende su jurisdicción sobre los fieles católicos de rito latino residentes en los departamentos de Chinandega y León.
La sede de la diócesis se encuentra en la ciudad de León, en donde se halla la Catedral basílica de la Asunción. En El Viejo se halla la basílica de la Inmaculada Concepción, el principal santuario de Nicaragua.
En 2021 en la diócesis existían 57 parroquias.

## Historia
La diócesis de Nicaragua fue erigida el 26 de febrero de 1531 por el papa Clemente VII. La erección fue confirmada el 3 de noviembre de 1534 con la bula Aequum reputamus del papa Clemente VII, derivando el territorio de la diócesis de Panamá (hoy arquidiócesis de Panamá). En las décadas posteriores a su erección, el territorio de la diócesis se expandió con jurisdicción sobre la totalidad de Costa Rica.
Originalmente sufragánea de la archidiócesis de Sevilla, el 11 de febrero de 1547 pasó a ser sufragánea de la arquidiócesis de Lima y así permaneció hasta el 16 de diciembre de 1743, cuando pasó a formar parte de la provincia eclesiástica de la arquidiócesis de Guatemala.
El 28 de febrero de 1850 cedió una porción de su territorio para la erección de la diócesis de San José de Costa Rica (hoy arquidiócesis de San José) mediante la bula Christianae religionis auctor del papa Pío IX.
El 2 de diciembre de 1913, debido a la bula Quum iuxta apostolicum effatum del papa Pío X, cedió porciones de su territorio para la erección de: la diócesis de Granada, del vicariato apostólico de Bluefields (hoy diócesis de Bluefields) y de la arquidiócesis de Managua, de la cual devino sufragánea. Con la misma bula la diócesis asumió el nombre actual.
El 17 de diciembre de 1962 cedió otra porción de su territorio para la erección de la diócesis de Estelí mediante la bula Supremi muneris del papa Juan XXIII.

## Estadísticas
Según el Anuario Pontificio 2022 la diócesis tenía a fines de 2021 un total de 783 880 fieles bautizados.
| Año                                                                             | Población            | Población | Población      | Sacerdotes | Sacerdotes    | Sacerdotes    | Bautizados por sacerdote | Diáconos permanentes | Religiosos | Religiosos | Parroquias |
| Año                                                                             | Bautizados católicos | Total     | % de católicos | Total      | Clero secular | Clero regular | Bautizados por sacerdote | Diáconos permanentes | Varones    | Mujeres    | Parroquias |
| ------------------------------------------------------------------------------- | -------------------- | --------- | -------------- | ---------- | ------------- | ------------- | ------------------------ | -------------------- | ---------- | ---------- | ---------- |
| 1950                                                                            | 318 285              | 327 974   | 97.0           | 65         | 39            | 26            | 4896                     |                      | 26         | 83         | 51         |
| 1966                                                                            | 187 252              | 187 372   | 99.9           | 48         | 24            | 24            | 3901                     |                      | 35         | 66         | 23         |
| 1968                                                                            | 274 720              | 278 675   | 98.6           | 47         | 27            | 20            | 5845                     |                      | 32         | 66         | 18         |
| 1976                                                                            | 332 700              | 390 000   | 85.3           | 40         | 22            | 18            | 8317                     |                      | 35         | 46         | 32         |
| 1999                                                                            | 619 082              | 728 332   | 85.0           | 64         | 53            | 11            | 9673                     | 2                    | 20         | 90         | 41         |
| 2000                                                                            | 629 000              | 739 000   | 85.1           | 60         | 49            | 11            | 10 483                   | 4                    | 20         | 90         | 41         |
| 2001                                                                            | 667 000              | 784 318   | 85.0           | 66         | 55            | 11            | 10 106                   | 2                    | 20         | 93         | 43         |
| 2002                                                                            | 673 000              | 791 000   | 85.1           | 70         | 58            | 12            | 9614                     | 2                    | 21         | 96         | 43         |
| 2003                                                                            | 667 000              | 784 318   | 85.0           | 72         | 59            | 13            | 9263                     | 4                    | 22         | 96         | 47         |
| 2004                                                                            | 667 000              | 784 318   | 85.0           | 70         | 59            | 11            | 9528                     | 4                    | 20         | 96         | 47         |
| 2013                                                                            | 894 000              | 980 000   | 91.2           | 85         | 72            | 13            | 10 517                   | 6                    | 19         | 56         | 54         |
| 2016                                                                            | 822 000              | 905 000   | 90.8           | 108        | 95            | 13            | 7611                     | 5                    | 19         | 48         | 55         |
| 2019                                                                            | 848 000              | 933 620   | 90.8           | 118        | 96            | 22            | 7186                     | 6                    | 29         | 65         | 57         |
| 2021                                                                            | 783 880              | 863 028   | 90.8           | 97         | 83            | 14            | 8081                     | 8                    | 39         | 64         | 57         |
| Fuente: Catholic-Hierarchy, que a su vez toma los datos del Anuario Pontificio. |                      |           |                |            |               |               |                          |                      |            |            |            |

## Episcopologio

### Obispos de Nicaragua y Costa Rica

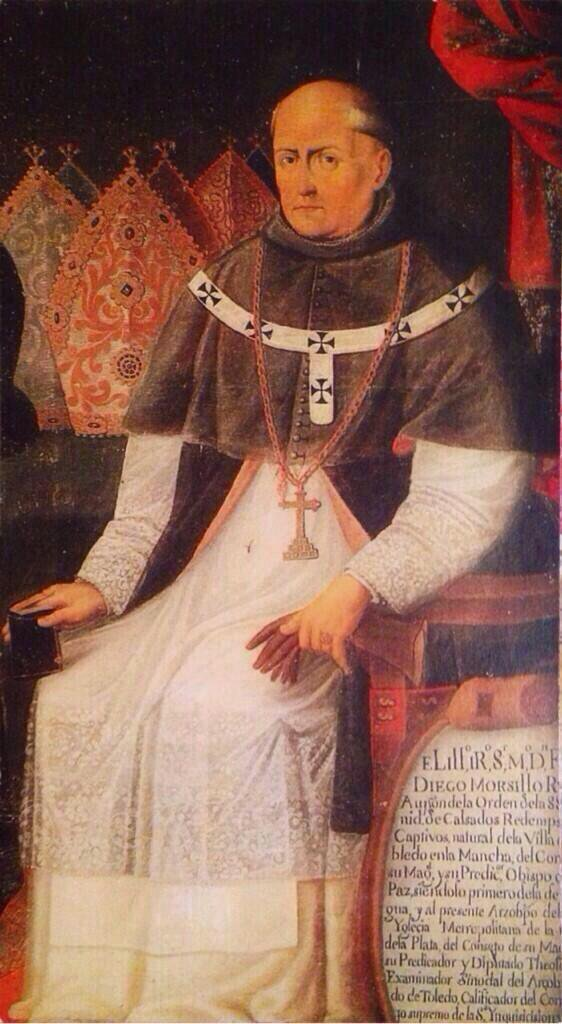
Diego Morcillo Rubio de Auñón, obispo de Nicaragua (1701-1708), luego arzobispo de Lima y virrey del Perú

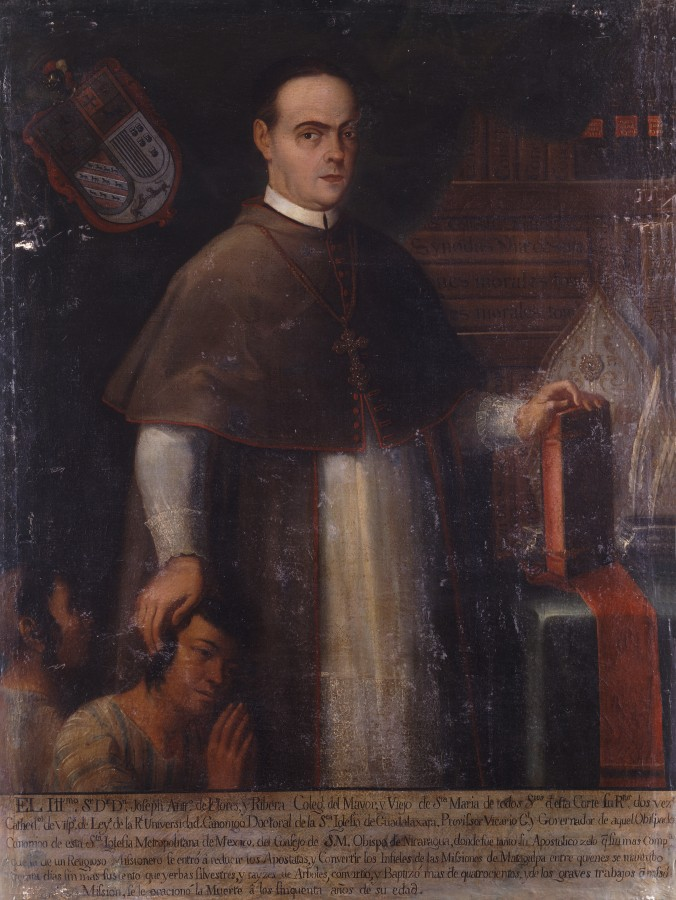
José Antonio de Flores y Ribera, obispo de Nicaragua (1753-1756)

- venerable Diego Álvarez de Osorio † (20 de abril de 1531-mayo de 1536 falleció)
- Francisco de Mendavia, O.S.H. † (3 de agosto de 1537-6 de octubre de 1540 falleció)
- siervo de Dios Antonio de Valdivieso, O.P. † (29 de febrero de 1544-26 de febrero de 1549 falleció)
- Fernando González de Bariodero † (18 de diciembre de 1555-2 de mayo de 1556 falleció)
- Lázaro Carrasco † (1556-20 de noviembre de 1562 falleció)
- Luís de la Fuente (Fuentes) † (4 de octubre de 1564-diciembre de 1566 falleció)
- Gómez Fernández de Córdoba y Santillán, O.S.H. † (2 de junio de 1568-18 de junio de 1574 nombrado obispo de Guatemala)
- Antonio de Zayas, O.F.M. † (19 de enero de 1575-8 de marzo de 1582 renunció)
- Domingo de Ulloa, O.P. † (4 de febrero de 1585-9 de diciembre de 1591 nombrado obispo de Popayán)
- Jerónimo de Escobar, O.S.A. † (27 de julio de 1592-19 de marzo de 1593 falleció)
  - Alfonso de la Mota y Escobar † (31 de marzo de 1594-1595 renunció[nota 1]) (obispo electo)
- Juan Antonio Díaz de Salcedo, O.F.M. † (28 de julio de 1597-1603 falleció)
- Pedro de Villarreal † (22 de octubre de 1603-1619 falleció)
- Benito Rodríguez de Valtodano (Baltodano) † (27 de agosto de 1620-1629 falleció)
- Agustín de Hinojosa y Montalvo † (22 de marzo de 1630-5 de julio de 1631 falleció)
- Juan Barahona Zapata del Águila † (3 de diciembre de 1631-19 de noviembre de 1632 falleció)
- Fernando Núñez Sagredo, O.SS.T. † (14 de marzo de 1633-31 de mayo de 1639 falleció)
  - Sede vacante (1639-1644)
- Alonso de Briceño, O.F.M. † (14 de noviembre de 1644-18 de agosto de 1653 nombrado obispo de Caracas)
  - Sede vacante (1653-1658)
- Tomás Manso, O.F.M. † (20 de noviembre de 1658-1659 falleció)
- Juan de la Torre, O.F.M. † (19 de diciembre de 1661-de diciembre de 1662 falleció)
- Alfonso Bravo de Laguna, O.F.M. † (14 de noviembre de 1664-9 de junio de 1674 falleció)
  - Sede vacante (1674-1677)
- Andrés de las Navas y Quevedo, O. de M. † (13 de diciembre de 1677-15 de junio de 1682 nombrado obispo de Guatemala)
- Juan de Rojas y Asúa, O. de M. † (1 de junio de 1682-25 de noviembre de 1685 falleció)
- Nicolás Delgado, O.F.M. † (3 de julio de 1687-25 de noviembre de 1698 falleció)
  - Sede vacante (1698-1701)
- Diego Morcillo Rubio de Auñón, O.SS.T. † (21 de noviembre de 1701-14 de mayo de 1708 nombrado obispo de La Paz)
- Juan Benito Garret y Arlovi, O.Praem. † (28 de junio de 1708-7 de octubre de 1716 falleció)
- Andrés Quiles Galindo, O.F.M. † (9 de febrero de 1718-2 de julio de 1719 falleció)
- José Xirón de Alvarado, O.P. † (28 de mayo de 1721-21 de junio de 1724 falleció)
  - Sede vacante (1724-1726)
- Francisco Dionisio de Villavicencio, O.S.A. † (1 de julio de 1726-25 de diciembre de 1735 falleció)
  - Sede vacante (1735-1738)
- Domingo Antonio de Zatarain † (3 de marzo de 1738-6 de febrero de 1741 falleció)
  - Sede vacante (1741-1743)
- Isidoro Marín Bullón y Figueroa † (2 de diciembre de 1743-19 de julio de 1748 falleció)
- Pedro Agustín Morell de Santa Cruz y Lora † (20 de octubre de 1749-30 de marzo de 1753 nombrado obispo de Santiago de Cuba)
- José Antonio Flores de Rivera † (23 de julio de 1753-21 de junio de 1756 falleció)
- Mateo de Navia Bolaños y Moscoso, O.S.A. † (26 de septiembre de 1757-2 de febrero de 1762 falleció)
- Juan Carlos de Vilches y Cabrera † (31 de octubre de 1763-14 de abril de 1774 falleció)
- Esteban Lorenzo de Tristán y Esmenota † (11 de septiembre de 1775-15 de diciembre de 1783 nombrado obispo de Durango)
- Juan Félix de Villegas † (14 de febrero de 1785-23 de septiembre de 1793 nombrado arzobispo de Guatemala)
- Juan Cruz Ruiz de Cabañas y Crespo † (12 de septiembre de 1794-18 de diciembre de 1795 nombrado obispo de Guadalajara)
- José Antonio de la Huerta Caso † (24 de julio de 1797-25 de mayo de 1803 falleció)
- Felipe Antonio (Juan José) Pérez del Notario † (26 de agosto de 1803-15 de mayo de 1806 falleció)
- Nicolás García Jerez, O.P. † (17 de noviembre de 1806-31 de julio de 1825 falleció)
  - Sede vacante (1825-1849)
- Jorge de Viteri y Ungo † (5 de noviembre de 1849-28 de febrero de 1850)

### Obispos de Nicaragua
- Jorge de Viteri y Ungo † (28 de febrero de 1850-25 de julio de 1853 falleció)
- José Bernardo Piñol y Aycinena † (30 de noviembre de 1854-20 de septiembre de 1867 nombrado arzobispo de Guatemala)
- Manuel Ulloa y Calvo † (20 de septiembre de 1867 por sucesión-27 de agosto de 1879 falleció)
- Francisco Ulloa y Larios † (19 de octubre de 1880-30 de julio de 1902 falleció)
- Simeón Pereira y Castellón † (30 de julio de 1902 por sucesión-2 de diciembre de 1913)

### Obispos de León en Nicaragua
- Simeón Pereira y Castellón † (2 de diciembre de 1913-29 de enero de 1921 falleció)
- Agustín Nicolás Tijerino y Loáisiga † (21 de diciembre de 1921-28 de marzo de 1945 falleció)
- Isidro Augusto Oviedo y Reyes † (17 de noviembre de 1946-17 de mayo de 1969 renunció[nota 2])
- Manuel Salazar y Espinoza † (30 de enero de 1973-19 de diciembre de 1981 renunció[nota 3])
- Julián Luis Barni Spotti, O.F.M. † (18 de junio de 1982-2 de abril de 1991 retirado)
- César Bosco Vivas Robelo † (2 de abril de 1991-29 de junio de 2019 retirado)
- René Sócrates Sándigo Jirón, desde el 29 de junio de 2019